# Kucie

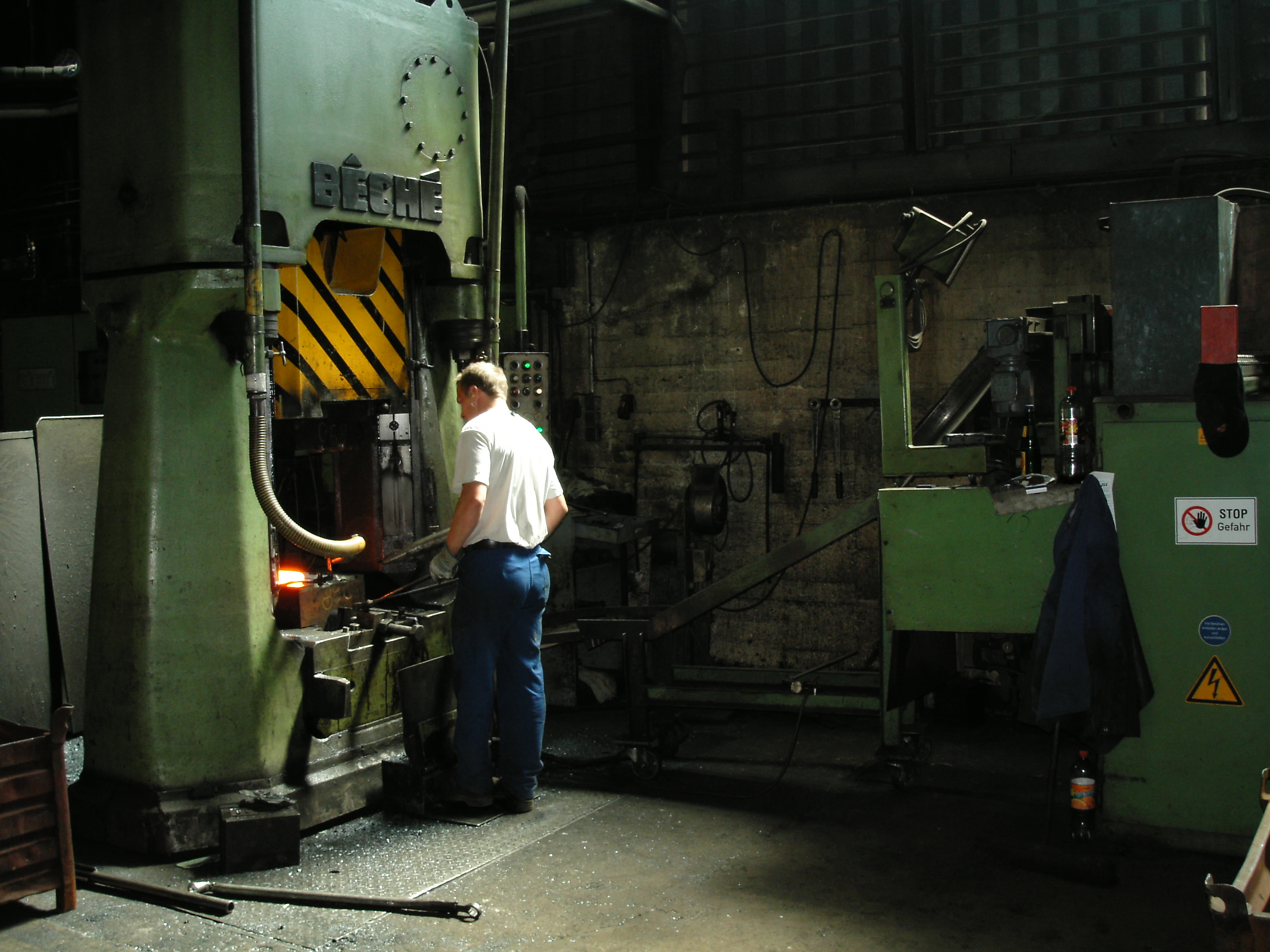
Kucie za pomocą młota hydraulicznego

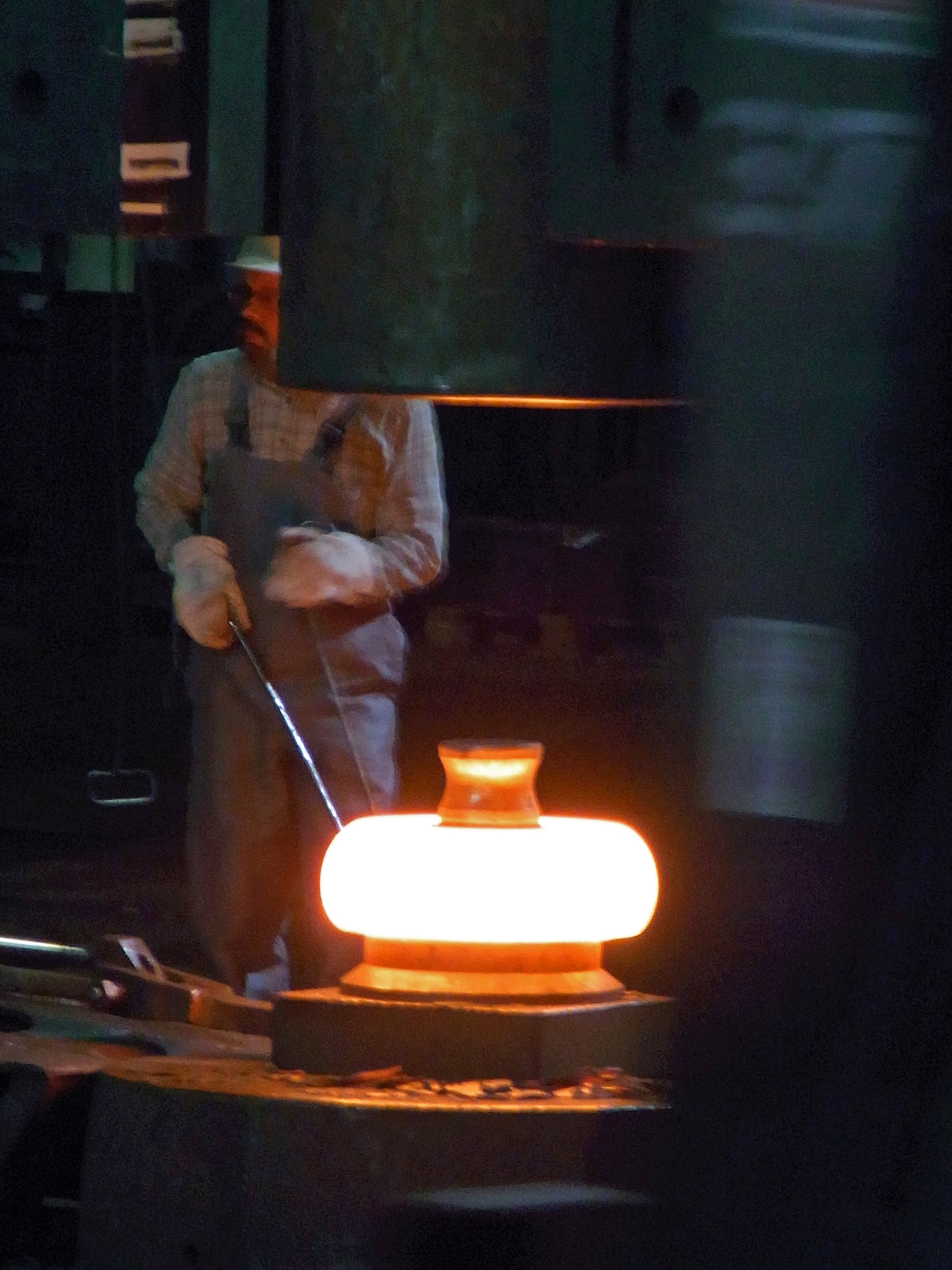
Kucie na gorąco - przebijanie otworu

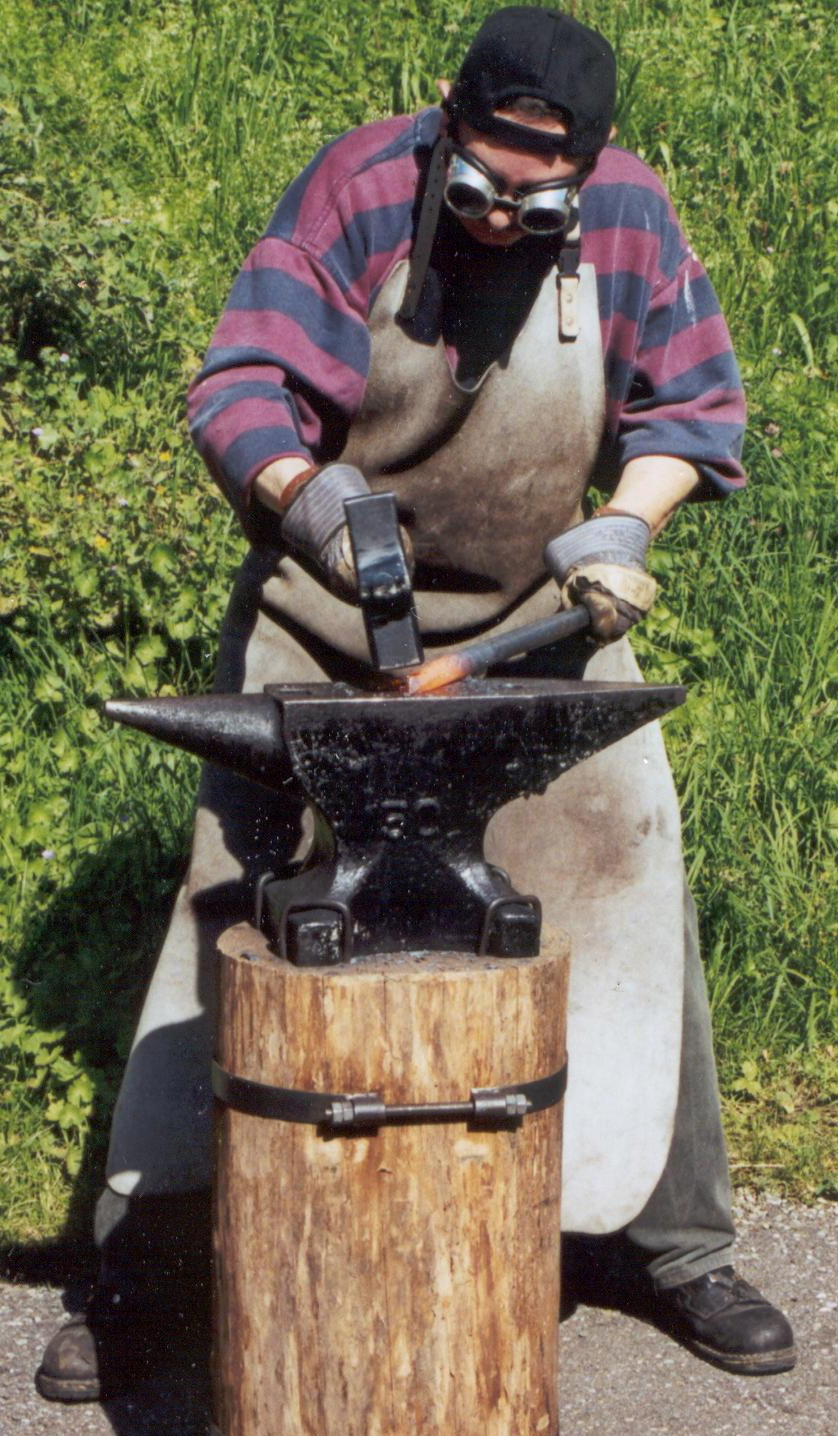
Kucie ręczne

Kucie – proces technologiczny, rodzaj obróbki plastycznej, polegający na odkształcaniu metali na gorąco lub na zimno za pomocą uderzeń lub nacisku narzędzi. Narzędzia – czyli matryce lub bijaki umieszczane są na częściach ruchomych narzędzi. Proces ten również może być realizowany w specjalnych przyrządach kuźniczych.
W procesie tym nadaje się kutemu materiałowi odpowiedni kształt, strukturę i własności mechaniczne. Materiałem wsadowym jest przedkuwka, natomiast produktem jest odkuwka.

## Rodzaje kucia

### ze względu na swobodę płynięcia kształtowanego materiału
- kucie swobodne
- kucie półswobodne
- kucie matrycowe – w którym kształt odkuwki jest odwzorowaniem kształtu wykroju roboczego matrycy
  - kucie matrycowe w matrycach otwartych (powstaje odpad w postaci odcinanej wypływki)
  - kucie matrycowe w matrycach zamkniętych (kucie bezodpadowe)
  - kucie precyzyjne

### ze względu na zastosowaną maszynę
- ręczne – „kowalskie” (jest to odrębna technologia)
- na młotach – młotowanie
- na prasach – prasowanie
- na kuźniarkach
- na kowarkach

## Rodzaje operacji wykonywanych podczas kucia
- spęczanie – zgniatanie w jednym kierunku
- wydłużanie – w jednym lub w dwóch kierunkach, zmiana objętości postaciowej
- wgłębianie
- przebijanie
- gięcie – zmiana kierunku osi przedmiotu
- skręcanie – zmiana przez obrót
- cięcie
- rozkuwanie – powiększanie otworu w odkuwce

## Warunki realizacji procesu kucia (zależnie od temperatury procesu)
- kucie na gorąco – najczęściej spotykana technologia
- kucie na zimno – tylko te metale, dla których granica plastyczności jest mała (np. aluminium)
- kucie na półgorąco

## Maszyny i urządzenia wykorzystywane w kuciu
- piece
- nagrzewnice
  - indukcyjne
  - oporowe
- okrojniki (głównie do usunięcia wypływki)